# テーレパッサ
テーレパッサ（古希: Τηλέφασσα, Tēlephassa）は、ギリシア神話の女性である。長母音を省略してテレパッサとも表記される。フェニキア王アゲーノールの妻で、カドモス、キリクス、ポイニクス、エウローペーの母。またポセイドーンとの間にタソスを生んだといわれる。娘のエウローペーがゼウスにさらわれたとき、アゲノールは息子たちにエウローペーの捜索を命じたが、テーレパッサもカドモスに同行してトラーキアに渡り、その地で世を去った。カドモスはテーレパッサを葬ったのち、ギリシアに渡り、テーバイを創建した。
なお、一説にアゲーノールの妻はアルギオペーという。